# Rebbachisaurus
Rebbachisaurus (лат.) — род ящеротазовых динозавров из семейства Rebbachisauridae надсемейства диплодокоид, живших в нижнемеловую эпоху на территории нынешней Северной Африки.
Впервые род был описан в 1954 году Р. Лавокатом по фрагментарным останкам, состоящим из хвостовых позвонков, плечевой кости (верхняя кость передней конечности), лопатки и крестца, найденным в формации Tegana в Марокко. Типовой видов был назван Rebbachisaurus garasbae. В 1960 году А. Ф. де Лаппарен описал второй вид, Rebbachisaurus tamesnensis по различным фрагментам из формации Farak в Нигере. Данный вид является сомнительным и вполне может принадлежать к совершенно другому зауроподу. Более полные материалы формации Рио Лимай в Аргентине, содержащие в том числе частичный череп, были описаны как третий вид, Р. tessonei (Кальво и Сальгадо, 1995), и использованы как доказательство сухопутной связи между Африкой и Южной Америкой в начале мелового периода. Однако позднее вид был переведён в отдельный род, Limaysaurus. На сегодня, единственным видом, с уверенностью относимым к роду Rebbachisaurus, является Rebbachisaurus garasbae.